# Wilson Victorio Rodrigues
Wilson Victorio Rodrigues (Campo Grande, MS, 09 de março de 1993), é um advogado, educador e empresário brasileiro. 
Cofundou e dirige a Faculdade do Comércio de São Paulo, instituição de ensino superior credenciada pelo Ministério da Educação do Brasil em 2019, ligada à Associação Comercial de São Paulo, à Federação das Associações Comerciais do Estado de São Paulo e à Confederação das Associações Comerciais do Brasil.
Biografia
Graduado em Direito pela Universidade Presbiteriana Mackenzie, é de uma tradicional família sul-mato-grossense que trabalha com educação desde a década de cinquenta, tendo fundado escolas e universidades no Centro-Oeste do Brasil. 
Seu tio, Pedro Chaves dos Santos Filho (ex-Senador da República), foi reitor e mantenedor da UNIDERP (Universidade para o Desenvolvimento do Estado e Região do Pantanal), que chegou a ter 47 mil alunos matriculados.
Em 2019, junto da Associação Comercial de São Paulo e do economista Roberto Macedo, fundou a Faculdade do Comércio de São Paulo, instituição de ensino superior oficial das associações comerciais do Brasil, já presente em mais de 130 municípios e ofertando mais de 12 cursos de graduação e 9 cursos de pós-graduação.
Recebeu, em 28 de dezembro de 2022, a Ordem MMDC da Secretaria da Educação do Estado de São Paulo, no Grau Oficial, tendo em vista os méritos pessoais e os relevantes serviços prestados a Educação Brasileira.
Em 2023 tomou posse como Vice-Presidente da Associação Comercial de São Paulo  e também foi nomeado pelo Governador de São Paulo Tarcísio de Freitas como conselheiro do Conselho Estadual de Educação de São Paulo.
É Diretor do Instituto Paulista de Ensino Superior do Comércio S.A. , entidade mantenedora da Faculdade do Comércio de São Paulo.
1. ↑  Grau Oficial
2. ↑  Vice-Presidente da Associação Comercial de São Paulo
3. ↑  Diretor do Instituto Paulista de Ensino Superior do Comércio S.A.